# Tillåtlighetsprövning
Tillåtlighetsprövning är i Sverige en form av prövning av miljöfarliga verksamheter och vattenverksamhet som är av större omfattning och därmed kan påverka samhället. Prövningen görs av regeringen enligt regler som finns i 17 kap. miljöbalken. Tillåtlighetsprövning är obligatorisk för nya verksamheter i form av vissa anläggningar för kärnteknisk verksamhet, allmänna farleder och geologisk lagring av koldioxid. För andra verksamheter kan regeringen förbehålla sig att göra en tillåtlighetsprövning i ett visst fall. Som huvudregel gäller att kommunen har veto mot beslut om tillåtlighet.
Regeringens beslut kan överklagas till Högsta förvaltningsdomstolen enligt lagen (2006:304) om rättsprövning av vissa regeringsbeslut.

## Historia
Systemet med tillåtlighetsprövning hos regeringen har sitt ursprung i äldre lagstiftning om vattenverksamhet. Enligt vattenlagen (1918:523) prövade regeringen (Kungl. Maj:t) tillåtligheten av större vattenregleringar. Denna prövning utökades 1971 till att omfatta också andra vattenverksamheter av betydande omfattning eller ingripande beskaffenhet. Utöver de verksamheter som obligatoriskt skulle tillåtlighetsprövas, kunde regeringen förbehålla sig rätten att pröva också andra vattenverksamheter än dessa. Denna ordning behölls i den nya vattenlagen (1983:291) som ersatte 1918 års lag.
Under arbetet med den fysiska riksplaneringen, som inleddes i slutet av 1960-talet, insågs behovet av en särskild lokaliseringsprövning för tyngre industri. År 1973 infördes en ny paragraf (136 a §) i den då gällande byggnadslagen (1947:385). Enligt denna paragraf skulle lokaliseringen av en industri prövas av regeringen, om lokaliseringen var av väsentlig betydelse för hushållningen med landets samlade mark- och vattentillgångar. I vissa fall var prövningen obligatorisk och i andra fall skedde den efter förbehåll. Koncessionsnämndens prövning enligt miljöskyddslagen (1969:387) fick inte göras innan regeringens lokaliseringsprövning. Bestämmelserna överfördes senare till lagen (1987:12) om hushållning med naturresurser m.m.
Vattenlagen och lagen om hushållning med naturresurser m.m. ersattes båda den 1 januari 1999 av miljöbalken, där bestämmelser om regeringens tillåtlighetsprövning tagit in i 17 kap.

## Obligatorisk tillåtlighetsprövning eller prövning efter förbehåll
Enligt 17 kap. 1 § miljöbalken ska regeringen pröva tillåtligheten av nya verksamheter av följande slag:
1. anläggningar för kärnteknisk verksamhet som prövas av regeringen enligt lagen (1984:3) om kärnteknisk verksamhet samt anläggningar för att bryta ämnen som kan användas för framställning av kärnbränsle,
2. allmänna farleder, och
3. geologisk lagring av koldioxid, om verksamheten inte avser lagring för forskningsändamål av mindre än 100 000 ton koldioxid.

Utöver de fall där tillåtlighetsprövningen är obligatorisk, kan sådan prövning också ske efter förbehåll. Enligt 17 kap. 3 § miljöbalken får regeringen för ett visst fall förbehålla sig att pröva tillåtligheten av en verksamhet som kan antas få betydande omfattning eller bli av ingripande slag, som kan antas skada naturvärdena i ett Natura 2000-område eller som avser vattenkraftverk, vattenregleringar och vattenöverledningar i älvar som är fredade från utbyggnad av vattenkraft (bland dem nationalälvarna Torneälven, Kalixälven, Piteälven och Vindelälven).
Miljöbalken i dess ursprungliga lydelse innehöll en lista på 21 punkter med verksamheter som krävde obligatorisk tillåtlighetsprövning. Det gällde järn- och stålverk, massafabriker och pappersbruk, raffinaderier, fabriker för baskemikalier eller gödselmedel, cementfabriker, förbränningsanläggningar, avfallsanläggningar, vattenkraftverk, vattenregleringar och grundvattentäkter, olje- och gasplattformar, motorvägar och motortrafikleder, järnvägar, allmänna farleder och flygplatser. Efter lagändringar 2005 och 2013 har antalet verksamheter som obligatoriskt ska tillåtlighetsprövas minskats till dagens reglering, medan regeringen kan förbehålla sig tillåtlighetsprövning för övriga verksamheter.

## Kommunalt veto
För att regeringen ska få tillåta en verksamhet krävs i de flesta fall kommunfullmäktiges tillstyrkande. Detta benämns kommunalt veto och regleras i 17 kap. 6 § miljöbalken. Dock faller vattenverksamheter och trafikanläggningar utanför den kommunala vetorätten, liksom mellanlagring eller slutlig förvaring av kärnämnen eller kärnavfall.